# Comatose Comes Alive
| Оценки критиков    | Оценки критиков |
| Источник           | Оценка          |
| ------------------ | --------------- |
| Allmusic           | [ 1 ]           |
| Indie Vision Music | (9.5/10)        |
| Soul-Audio         | [ 3 ]           |

Comatose Comes Alive — второй концертный альбом (CD) и второе концертное (DVD) группы Skillet, изданы в 2008 году. Альбом занял 164 место в Billboard 200. В 2009 году альбом был номинирован на две награды Dove Awards: Rock Album of the Year и Long Form Music Video of the Year, на 40th GMA Dove Awards.

## Об альбоме
Comatose Comes Alive был выпущен в комбинации CD/DVD, и при этом он стал вторым концертным альбомом (первым был концертный альбом 2000 года Ardent Worship), и вторым концертным DVD (первым концертным DVD был Alien Youth — The Unplugged Invaison, который был выполнен в стиле акустического концерта). Comatose Comes Alive был записан 9 мая 2008, в Чаттануге, но был выпущен 21 октября 2008. Альбом является CD с записанными песнями и DVD, показывающем концерт. Несмотря на это, разговор Джона Купера после песни «Savior» был вырезан с CD. Comatose Comes Alive также первая запись, где появляется Джен Леджер на барабанах.

## Список композиций
| №   | Название               | Длительность |
| --- | ---------------------- | ------------ |
| 1.  | «Intro»                | 2:14         |
| 2.  | «Comatose»             | 3:52         |
| 3.  | «Whispers in the Dark» | 4:19         |
| 4.  | «Collide»              | 5:20         |
| 5.  | «Forsaken»             | 6:36         |
| 6.  | «The Older I Get»      | 6:07         |
| 7.  | «The Last Night»       | 4:03         |
| 8.  | «Better Than Drugs»    | 5:00         |
| 9.  | «Those Nights»         | 6:29         |
| 10. | «Yours to Hold»        | 3:56         |
| 11. | «Rebirthing»           | 4:10         |
| 12. | «My Obsession»         | 5:03         |
| 13. | «Angels Fall Down»     | 6:23         |
| 14. | «Savior»               | 7:02         |
| 15. | «Best Kept Secret»     | 4:28         |

| №  | Название                                        | Длительность |
| -- | ----------------------------------------------- | ------------ |
| 1. | «Live Free or Let Me Die (B-side для Comatose)» | 3:52         |
| 2. | «Rebirthing (acoustic)»                         | 3:54         |
| 3. | «Yours to Hold (acoustic)»                      | 3:44         |
| 4. | «The Older I Get (acoustic)»                    | 3:27         |
| 5. | «Whispers in the Dark (acoustic)»               | 3:25         |
| 6. | «Say Goodbye (acoustic)»                        | 4:12.        |

## DVD

### Музыкальное видео на DVD
| №  | Название                              | Длительность |
| -- | ------------------------------------- | ------------ |
| 1. | «Rebirthing»                          |              |
| 2. | «Whispers in the Dark»                |              |
| 3. | «Behind the Scenes (The Older I Get)» |              |
| 4. | «Savior»                              |              |

## Участники записи
- Джон Купер — вокал, бас-гитара, продюсер.
- Кори Купер — гитара, клавишные, вокал.
- Бен Касика — гитара.
- Джен Леджер — ударные.
- Джонатан Чу — скрипка.
- Тэйт Олсэн — виолончель.
- Пол Эберсольд — продюсер.
- Брайан Хоус — продюсер.
- Энди Вэндетт — мастеринг.